# 드링크요정 푸쵸
《드링크요정 푸쵸》(ゴックン!ぷーちょ)는 토야마 에마에 의한 일본의 소녀만화작품. 나카요시 (코단샤)에서 2004년 4월호부터 2005년 7월호까지 연재되었다. (단, 2005년 3월호는 연재되지 않음.) 원제는 《꿀꺽! 푸쵸》이다.

## 줄거리
집이 카페를 운영하는 코우사카 마유는 초등학교 졸업식 때에 6년간 짝사랑 해온 아마미야 신야에게 고백을 하지만 차여버린다. 새로운 사랑을 찾는 결의를 하며 중학교에 들어가나 같은 반에 자리 배치도 근처. 그 날밤에, 일곱 색의 쥬스를 마신 마유는 드링크의 요정인 푸쵸와 만나게 된다. 그리고, 그 드링크에는 몸을 변하게 하는 이상한 힘을 지니고 있어서 능력을 없애기 위해서 일곱개의 물방울을 몸에서 빼내는 이야기.

## 등장인물
코우사카 마유(香坂まゆ)
11월 17일생 A형 혈액형
주인공. 중학교 1학년 생으로 초등학교 졸업식 때 한번 차였지만 아마미야 신야를 짝사랑 한다. 드링크를 마신 탓으로, 물 이외의 음료를 마시면 몸이 변하게 된다.
푸쵸 (ぷーちょ)
키 15cm 체중 150g
드링크의 요정. 성별은 여자로 일인칭은 〈おいら〉.마유의 몸에서 나오는 일곱색 물방울을 모으고 있다. 본명은 푸쵸쵸풋쿠푸쿠피이콧쿠
아마미야 신야 (天宮真也)
12월 24일생 AB형 혈액형
마유가 짝사랑하는 상대. 옛날에는 상냥했지만, 현재는 그런 점이 완전히 사라졌다.
하야세 나즈나 (早瀬なずな)
6월 28일생 B형 혈액형
마유의 친구로 밝고 상냥한 성격. 료타를 좋아하지만 솔직해 질 수 없다.
미나가와 료타 (皆川 亮太)
8월 29일생 O형 혈액형
나즈나가 사랑하는 순정소년. 아마미야의 친구.
히이라기 코노하 (柊 このは)
12월 3일생 AB형 혈액형
마유들의 학교에 전학온 아가씨로 아마미야의 첫 사랑 상대. 아버지의 일로 미국에서 살고 있었다. 귀엽고 머리도 좋은데다가 운동도 잘하는 편. 아마미야 신야를 좋아한다. 파모짱과 언제나 함께 있다.
파모짱 (ぱもちゃん )
벨기에 생산
코노하가 언제나 가지고 다니는 노란 코끼리 봉제인형. 코노하는 복화술을 써서 파모짱이 말을 하게 한다. 대부분 독설.
유우키 카케루 ({{lang|ja|結城 翔)
7월 12일생 O형 혈액형
마유를 좋아하는 남자 아이. 축구부 소속.
카네모토 레이카 (金本 麗花)
카네모토 컴퍼니의 사장의 딸로 프라이드가 높다. 아마미야에게 고백하지만 차여버린다.
니이야마 모모코 (新山 桃子)
경단 머리. 카네모토의 친위대
카츠라 아야메 (桂 あやめ)
안경을 쓰고 있다. 모모코와 같은 카네모토 친위대
코우사카 히토미 (香坂 ひとみ)
마유의 어머니. 차분한 성격으로 만드는 홍차는 일품.
타치바나 요우지 (橘 陽二)
코우사카가의 카페에 주 2회 꽃을 보내오는 꽃집의 점원.
랏시 (ラッシー)
푸쵸의 첫 사랑 상대. 꽃집의 개.

## 용어
일곱색 쥬스
푸쵸같은 드링크 요정이 특별한 힘을 쓸 수 있는 어른이 되기 위해서 마시는 것.
일곱색 쥬스의 물방울
마유의 몸에서 나오는 물방울. 전부 7색이 있다.

## 서적

### 일본
KC나카요시
꿀꺽! 푸쵸(ゴックン!ぷーちょ) (1) ISBN 4-06-364060-4
꿀꺽! 푸쵸(ゴックン!ぷーちょ) (2) ISBN 4-06-364072-8
꿀꺽! 푸쵸(ゴックン!ぷーちょ) (3) ISBN 4-06-364085-X

### 한국
윙크컬렉션
드링크요정 푸쵸 (1)
드링크요정 푸쵸 (2)
드링크요정 푸쵸 (3)